# Shading (sockenhuvudort i Kina, Tibet Autonomous Region, lat 31,26, long 94,50)
Shading (kinesiska: 沙丁, 沙丁乡) är en sockenhuvudort i Kina. Den ligger i den autonoma regionen Tibet, i den sydvästra delen av landet, omkring 370 kilometer nordost om regionhuvudstaden Lhasa. Antalet invånare är 3 333. Befolkningen består av 1 633 kvinnor och 1 700 män. Barn under 15 år utgör 34 %, vuxna 15-64 år 59 %, och äldre över 65 år 6,0 %.
Runt Shading är det mycket glesbefolkat, med 4 invånare per kvadratkilometer. Det finns inga andra samhällen i närheten. Trakten runt Shading består i huvudsak av gräsmarker.
Genomsnittlig årsnederbörd är 884 millimeter. Den regnigaste månaden är juni, med i genomsnitt 178 mm nederbörd, och den torraste är december, med 3 mm nederbörd.